# Zoe Petrovansky
Zoe Petrovansky, née le 20 février 1990 à Geelong, est une joueuse professionnelle de squash représentant l'Australie. Elle atteint, en septembre 2010, la 60e place mondiale sur le circuit international, son meilleur classement.

## Palmarès

### Titres
- Australia Day Challenge : 2010